# يواكيم ماهلي
يواكيم ماهلي (مواليد 20 مايو 1997) هو لاعب كرة قدم دنماركي يلعب في مركز الظهير في نادي أتالانتا.

## روابط خارجية
- يواكيم ماهلي على موقع الاتحاد الدولي (مؤرشف)  (الإنجليزية)
- يواكيم ماهلي على موقع الاتحاد الأوربي (الإنجليزية)
- يواكيم ماهلي على موقع قاعدة بيانات كرة القدم.إي يو (الإنجليزية)
- يواكيم ماهلي على موقع ليكيب (الفرنسية)
- يواكيم ماهلي على موقع ناشيونال فوتبول تيمز (الإنجليزية)
- يواكيم ماهلي على موقع Soccerway.com (الإنجليزية)
- يواكيم ماهلي على موقع عالم كرة القدم.نت (الإنجليزية)